# 오픈AI o1
오픈AI o1(OpenAI o1)은 2024년 9월 오픈AI가 출시한 GPT이다. o1은 응답하기 전에 "생각"하는 데 시간을 투자하여 복잡한 추론 작업, 과학 및 프로그래밍에서 더 효율적으로 만든다.

## 역사

### 배경
유출된 정보에 따르면 o1은 이전에 오픈AI 내에서 "Q*"로 알려졌고 나중에는 "스트로베리"(Strawberry)로 알려졌다. 코드명 "Q*"는 샘 알트만이 축출된 후 복직할 무렵인 2023년 11월에 처음 등장했으며, 이 실험 모델이 수학적 벤치마크에서 유망한 결과를 보여주었다는 소문이 돌았다. 2024년 7월, 로이터는 오픈AI가 "스트로베리"로 알려진 GPT를 개발하고 있다고 보도했다.

### 출시
"o1-preview" 및 "o1-mini"는 ChatGPT 플러스 및 팀 사용자를 위해 2024년 9월 12일에 출시되었다. 깃허브는 같은 날 코파일럿 서비스에서 o1-preview 통합 테스트를 시작했다.
오픈AI는 o1이 일련의 "추론" 모델 중 첫 번째 모델이며 모든 ChatGPT 무료 사용자에게 o1-mini에 대한 액세스를 추가할 계획이라고 밝혔다. o1-preview의 API는 GPT-4o보다 몇 배 더 비싸다.